# Верхня Тойма (Архангельська область)
Верхня Тойма (рос. Верхняя Тойма) — село в Верхньотоємському районі Архангельської області Російської Федерації.
Населення становить 3390 осіб. Входить до складу муніципального утворення Верхньотоємський муніципальний округ.

## Історія
До 1 червня 2021 року входило до складу муніципального утворення Верхньотоємське муніципальне утворення.

## Населення
| 1959 | 1970  | 1979  | 1989  | 2002  | 2010  | 2012  |
| ---- | ----- | ----- | ----- | ----- | ----- | ----- |
| 1420 | ↗3028 | ↗4009 | ↗4430 | ↘3940 | ↘3462 | ↘3390 |